# Colorado (mini-série)
Pour les articles homonymes, voir Colorado (homonymie).
Colorado (Centennial) est une mini-série américaine en deux épisodes de 150 minutes et dix épisodes de 100 minutes, créée par John Wilder d'après le roman Colorado saga de James A. Michener et diffusée entre le 1er octobre 1978 et le 4 février 1979 sur le réseau NBC.
En France, elle a été diffusée à partir du 9 mars 1980 sur Antenne 2, et au Québec à partir du 9 septembre 1981 sur le réseau TVA.

## Synopsis
Cette mini-série relate l'histoire de la ville imaginaire de Centennial dans le Colorado, au travers de la vie du trappeur Pasquinel et de ses descendants, du XVIIIe au XXe siècle.

## Distribution
- Robert Conrad (VF : Jacques Thébault) : Pasquinel
- Richard Chamberlain (VF : Dominique Paturel) : Alexander McKeag
- Michael Ansara (VF : Jean-Claude Michel) : Castor Boiteux
- Raymond Burr (VF : Jacques Berthier) : Herman Bockweiss
- Stephen McHattie (VF : Daniel Gall) : Jacques Pasquinel
- Barbara Carrera (VF : Claude Chantal) : Corbeille d’Argile
- Donald Pleasence (VF : Georges Aubert) : Sam Purchas
- Timothy Dalton (VF : Michel Derain) : Oliver Secombe
- Chad Everett (VF : Denis Savignat) : major Maxwell Mercy
- Richard Crenna (VF : Jean-Claude Michel) : colonel Frank Skimmerhorn
- Mark Harmon (VF : Albert Augier) : capitaine John McIntosh
- Gregory Harrison (VF : Bernard Murat, Philippe Ogouz pour le dernier épisode) : Levi Zendt
- Stephanie Zimbalist (VF : Marie-Martine) : Elly Zendt
- Cristina Raines (VF : Jeanine Forney) : Lucinda McKeag-Zendt
- Alex Karras (VF : Roger Lumont) : Hans Brumbaugh
- Dennis Weaver (VF : Jacques Deschamps puis Claude Joseph) : R.J. Poteet
- Cliff De Young (VF : Yves-Marie Maurin) : John Skimmerhorn
- Sally Kellerman (VF : Lily Baron) : Lise Bockweiss
- Anthony Zerbe (VF : Albert Augier) : Mervin Wendell
- Lois Nettleton (VF : Dominique MacAvoy) : Maude Wendell
- Brian Keith (VF : Claude Bertrand) : shérif Axel Dumire
- William Atherton (VF : Bernard Jourdain) : Jim Lloyd
- Lynn Redgrave (VF : Perrette Pradier) : Charlotte Buckland Seccombe
- A Martinez (VF : Daniel Gall) : Tranquilino Marquez
- Geoffrey Lewis (VF : Raymond Loyer) : shérif Bogardus
- Dana Elcar : juge Hart
- Robert Vaughn (VF : Bernard Woringer) : Morgan Wendell
- Sharon Gless (VF : Jeanine Freson) : Sidney Endermann
- Andy Griffith (VF : Jean-François Laley) : professeur Lewis Venor
- Merle Haggard (VF : Jean-Claude Michel) : Cisco Calendar
- René Enríquez (VF : Henry Djanik) : Manolo Marquez
- Claude Jarman : Earl Grebe
- David Janssen : Paul Garrett
- Joaquín Martínez : Capitaine Salcedo

## Épisodes
1/ Seules les montagnes vivent pour toujours (Only the Rocks Live Forever) 150 minutes 
1795, Pasquinel, un trappeur québécois, est le premier à s’aventurer sur les terres hostiles des Indiens. Il cherche avant tout à commercer avec ces derniers. À cette occasion, il rencontre le chef de la tribu des Arapahos, Castor Boiteux. Des échanges se font. Au retour, il tombe sur une autre tribu, les Pawnees et leur chef Orapi qui cherche à le voler. Blessé, Pasquinel parvient à fuir. Castor Boiteux lui retire la flèche et le trappeur lui donne un fusil que l’Indien cassera en tuant un serpent.
1796, Pasquinel surprend des Pawnees échanger ses peaux avec des trappeurs contre des fusils. Il intervient mais les autres Blancs tuent les Indiens et assomment Pasquinel. Dépouillé, le trappeur québécois retourne en ville pour se faire soigner de sa blessure par flèche. Le médecin Richard Butler lui parle d’un négociant, Herman Bockweiss. Pasquinel le rencontre et fait la connaissance de sa fille Lise. Puis il repart chez les Pawnees. Il amène un fusil même si des guerriers l’ont attaqué.
Le chef Pawnee montre à Pasquinel un prisonnier, Alexander McKeag, un Écossais ayant fui son pays car recherché pour meurtre. Le trappeur réussit à le faire libérer et les deux hommes deviennent associés. Pasquinel retrouve le groupe de trappeurs qui l'avaient volé. Aidé des Indiens et de McKeag, il parvient à se venger, les trappeurs sont tués. L’Irlandais trouve que Pasquinel se comporte comme un sauvage, mais son associé lui apprend que ce sont les Anglais qui ont appris aux Indiens la technique du scalp. Une forte amitié se crée entre les deux hommes. Au cours d’une attaque indienne, McKeag est gravement blessé. Le Québécois le conduit dans la tribu de Castor Boiteux. Alexander sympathise avec la fille de Castor Boiteux, Corbeille d’Argile. Ils tombent amoureux mais les deux trappeurs doivent repartir. Castor Boiteux veut que sa fille épouse Pasquinel. Celui-ci, de retour en ville, doit se battre contre le frère d’un trappeur tué par lui.
Castor Boiteux, a vieilli. Sa fille se fait raconter une nouvelle fois l’exploit de son père lorsqu’il avait 18 printemps et qu’il vola les chevaux à des Cheyennes. Dans la rivière, Castor Boiteux trouve de l’or sans savoir ce que cela représente pour les Blancs.
À Saint-Louis, Pasquinel accepte la proposition d'Herman Bockweiss, le riche orfèvre allemand qui propose de financer ses expéditions. En contrepartie, le trappeur consent à épouser Lise, la fille de Bockweiss. Puis Pasquinel repart sur les terres indiennes.
Castor Boiteux doit affronter à nouveau les Pawnees qui ont enlevé une Indienne de sa tribu. Le combat a lieu et Castor Boiteux utilise des balles en or pour abattre Orapi, avant d’être lui-même tué par les autres guerriers. À leur arrivée, Pasquinel et McKeag apprennent la mort des deux chefs indiens et l’utilisation de balles en or par Castor Boiteux. Au village des Arapahos, les deux trappeurs découvrent le corps gelé de la femme de Castor Boiteux qui n’avait plus le droit à un tipi après la mort de son époux. Pasquinel veut voir Corbeille d’Argile pour connaître le lieu où le chef indien a trouvé de l’or. La jeune indienne révèle que son père souhaitait que Pasquinel la protège. Le trappeur québécois qui pense à l’or accepte de l’épouser même s’il est déjà marié à Saint-Louis. McKeag amoureux de Corbeille d’Argile accepte difficilement cette alliance.
2/ Le Tablier jaune (The Yellow Apron)
Les années passent. Corbeille d’Argile a donné deux fils à Pasquinel : Jacques et Marcel. Pasquinel, McKeag et Corbeille d’Argile explorent le territoire indien à la recherche du gisement d’or repéré par Castor Boiteux mais sans résultat. Pasquinel s’entête alors que l’Irlandais retourne à Saint Louis. Lise est triste que son mari ne soit pas rentré d'autant qu’elle a eu une petite fille, Lisette. McKeag retourne auprès de Pasquinel pour lui annoncer qu’il a eu une fille. Le Québécois décide d’emmener sa famille à Saint Louis mais Corbeille d’Argile a compris qu’il a une autre femme et décide de rester au fort. Une bagarre éclate avec des soldats et Jacques est blessé à la joue. Pasquinel confie sa famille indienne à McKeag le temps d'aller voir Lise qu'il n'a pas vue depuis 3 ans et connaître sa fille. Elise est furieuse contre Pasquinel mais finit par accepter son attitude. Pasquinel reste près d'elle plusieurs mois. Pendant ce temps, McKeag protège la famille indienne de son ami trappeur contre les différents dangers dont une attaque indienne. Les deux garçons sont maintenant des adolescents mais Jacques se montre haineux vis à vis de l'Irlandais.
1825, Pasquinel veut retourner dans la vallée toujours en quête d'or. Il en donne la raison à Elise. Il retrouve ainsi sa famille indienne et son ami. Jacques profite du retour de son père pour agresser McKeag avec un couteau. Celui-ci décide de rompre son partenariat avec Pasquinel et les quitte. Il tente de chasser seul le castor. Au cours des années qui suivent, il accepte mal cette solitude et finit par se rendre à une rencontre des tribus où les peaux sont échangées. Il y retrouve Pasquinel, vieilli, accompagné de ses deux fils. Les deux amis sont heureux de se retrouver. Ils entament une danse avec le tablier jaune mais Pasquinel s'effondre du fait de la douleur causée par le bout de la flèche Pawnees resté dans son corps. Il demande à son ami d'essayer de l'enlever. McKeag parvient à retirer le morceau. Le Québécois lui demande de revenir vivre avec lui et Corbeille d'Argile d'autant que ses deux fils vivent maintenant dans la tribu.
1830, McKeag est à Saint Louis. Il rencontre Lise et sa fille. Le père de Lise est décédé. Lise le convainc de rejoindre Pasquinel. Ce dernier trouve enfin de l'or dans la rivière mais des Indiens l'attaquent et le blessent mortellement. L'Irlandais arrive trop tard pour sauver son ami qui succombe dans ses bras. Corbeille d'Argile et sa fille, son troisième enfant avec Pasquinel sont présents. McKeag propose de les aider à repartir des Montagnes Rocheuses et d'adopter la fillette.
3/ Le Chariot et l’éléphant (The Wagon and the Elephant)
1845, Lancaster, une petite ville de Pennsylvanie située au cœur de l'une des régions les plus fertiles d'Amérique est en effervescence. Levi Zendt, le fils d'un riche fermier de religion mennonite est accusé d'avoir agressé une jeune fille, Rebecca. Mais, cette dernière a manipulé Levi alors qu'elle devait épouser Malonne, le frère aîné du jeune infortuné. Ce dernier est mis à l'écart du groupe et ne peut ainsi plus participer aux activités de sa communauté. Seule Elly Zamm, une jeune orpheline est persuadée de son innocence. Une nuit, il quitte la communauté encouragé par sa mère qui a compris son attention de s'enfuir. Il propose à Elly de le suivre, ce qu'elle accepte. Sur la route de l'Oregon, le jeune couple se marie. À Saint-Louis, ils font la connaissance d'un écrivain anglais, Oliver Seccombe et du capitaine de l'armée, Maxwell Mercy. Un guide, Sam Purchas, doit les escorter. Pour le voyage vers l'Oregon, Levi vend ses chevaux, remplacés par des bœufs plus adaptés pour le périple.
Levi et Elly Zendt s'enfoncent au cœur des territoires indiens avec leurs compagnons de voyage vers l'Oregon. Mais les frères Pasquinel rôdent dans la prairie. Purchas se montre plein de haine envers les Indiens. Le capitaine Mercy, plus modéré évite un affrontement avec les Indiens. Le groupe arrive au fort où se trouve Alexander McKeag, Corbeille d'Argile et leur fille Lucinda. Mercy rend visite à McKeag car il le connaît grâce à sa femme Lisette, la fille de feu Pasquinel. Plus tard, des pourparlers sont organisés entre le fort et des chefs indiens dont les frères Pasquinel. Mercy leur révèle avoir épousé leur sœur. Un accord est trouvé. Les Indiens acceptent la construction d'un nouveau fort. De leur côté, Levi et Elly reprennent leur route avec Oliver Secombe et Purchas. Ce dernier agresse un soir Elly. Levi veut le tuer mais Secombe l'en empêche car sans guide, ils seraient perdus. Levi et Elly décident de revenir en arrière et d'abandonner le groupe. Ils finissent par retrouver le fort en ayant presque tout perdu. McKeag leur propose une association. Les deux familles s'installent sur les terres où travaillaient l'Irlandais et Pasquinel. Tout se passe bien mais Elly est mordue par un serpent et succombe.
4/ Aussi longtemps que l’eau coulera (For as Long as the Water Flows)
Après la mort tragique de sa femme, Levi se retire dans une cabane perdue dans les montagnes. Rongé par la culpabilité, il a choisi une vie d'ermite. Pendant ce temps, les Indiens avec les frères Pasquinel affrontent les soldats.
Lucinda McKeag rejoint Levi sur les conseils de ses parents afin de lui faire retrouver l'espoir. Tous les deux entament alors une nouvelle vie. Pour parfaire l'éducation de Lucinda afin qu'elle épouse Levi, les McKeag se rendent à Saint-Louis. Ils sont hébergés chez Lise, la femme de Pasquinel et belle-mère de Mercy. Resté sur les terres pour construire un comptoir, Levi assiste à l'exécution d'un jeune Pawnee par Jacques Pasquinel de plus en plus violent. À Saint-Louis, Lucinda est accompagnée par un officier, John McIntosh, qui tombe amoureux d'elle et la demande en mariage mais Lucinda aime ses deux prétendants et ne sait pas lequel choisir. Le comptoir avance. Levi est aidé par Marcel Pasquinel avec qui il sympathise. Lucinda conseillée par sa mère et Lise décide de choisir Levi car épouser un militaire deviendrait compliqué en cas de guerre contre les Indiens. Levi et Lucinda se marient. La fête bat son plein mais McKeag succombe à une crise cardiaque. 
1851, Mercy et son épouse reviennent. Mercy doit faire signer un traité de paix avec les différentes tribus mais il apprend la mort de McKeag.
Mercy est écouté par le chef Aigle Noir. Le militaire promet des marchandises mais une décision bureaucratique provoque du retard dans la livraison. Les chefs indiens des Grandes Nations Indiennes se réunissent. Mercy est présent avec son épouse Lisette qui fait la connaissance de ses deux demi-frères. Le convoi avec les vivres promises arrive enfin.
1860, Overland, Hans Brumbaugh, un immigrant allemand et Spade Larkin, un chercheur d'or se rendent au comptoir de Levi qui est papa d'un garçon, Martin. Ils évoquent la légende de Castor Boiteux car ils espèrent trouver la mine d'or de l'Indien mais sans résultat. Mercy s'occupe des affaires indiennes. Il est favorable aux Indiens, ce que n'approuve pas le général Asher informé par le lieutenant Tanner qui n'apprécie pas, lui, les Indiens. Les autorités veulent revenir sur le traité. Larkin profite du départ de Brumbaugh pour agresser Lucinda et lui faire avouer où son grand-père avait trouvé l'or . Aidée de son fils Martin, elle réussit à lui faire quitter les lieux. Levi est avec Mercy, le général et son aide McIntosh qui a pu revoir Lucinda. Ils évoquent avec les Indiens les changements du traité. Jacques Pasquinel est furieux. Le général refuse que les nouvelles terres proposées soient proche de l'eau.
Les discussions se soldent sur un échec. À l'exception d'Aigle Noir, vieilli, qui semble accepter, les Indiens refusent les modifications. La guerre semble inévitable.
5/ Le Massacre (The Massacre)
1861, alors que la guerre de Sécession fait rage, le colonel Skimmerhorn est volontaire pour mener la guerre contre les Indiens. Guidé par la religion et soutenu par l’État Major, il exige le massacre des Indiens, ce que refuse Mercy des Affaires Indiennes. De son côté, Hans Brumbaugh doit affronter Larkin, son ancien compagnon. Celui ci est devenu fou par l'or et le menace avec une arme à feu. Pour se défendre, Hans tue accidentellement Larkin avec un couteau. Peu après, il décide de s'installer près du comptoir de Zendt et lui achète des terres pour les cultiver. Il veut faire venir sa famille. Mercy prévient Levi Zendt de l'arrivée de Skimmerhorn. Celui-ci à son arrivée met Mercy aux arrêts. Le comptoir de Zendt est fermé. Ce dernier et sa famille, par ruse, organisent le soir l'évasion de Mercy pour qu'il aille à la rencontre des frères Pasquinel et leur demander de quitter la région le temps de faire révoquer le colonel.
Corbeille d'Argile tente de faire une diversion pour permettre à Mercy de fuir mais un garde tire et tue Corbeille d'Argile. Mercy rejoint les Pasquinel mais Jacques refuse de partir. Mercy retrouve le général qui a perdu le commandement au profit de Skimmerhorn. Mercy est à nouveau arrêté. Le colonel, aidé de Tanner, planifie l'attaque du village indien sans défense d'Aigle Noir. Le capitaine McIntosh et ses hommes refusent d'attaquer des femmes et des enfants. Plus tard, Skimmerhorn est acclamé par la foule alors que Mercy et McIntosh doivent être jugé. Le général Webbs arrive pour tenir la cours martiale.
Le procès a lieu. Le cavalier Clark témoigne que les soldats ont provoqué un massacre. D'autres soldats apportent leur soutien aux deux accusés. Skimmerhorn est discrédité et relevé de son commandement. Mercy et McIntosh sont libres. Les frères Pasquinel provoquent des attaques. Mercy tente de parlementer avec eux sans résultat car ils veulent voir Skimmerhorn mort. Mercy est lui même agressé par des Indiens et blessé. Laissé pour mort, il a eu le temps de voir qu'il s'agissait de Blancs déguisés en Indien. Il est ramené près de sa femme. De son côté, Skimmerhorn est sollicité par les villageois pour créer une milice contre les Indiens. Ils capturent Jacques Pasquinel pour le pendre. John, le fils de Skimmerhorn s'y oppose mais son père refuse de l'écouter : Jacques est pendu.
Le comptoir de Levi Zendt est incendié par la milice de Skimmerhorn. Marcel Pasquinel, seul, tente de lutter mais Levi et Lucinda lui demandent de se rendre. Les époux Zendt le conduisent alors en ville. Skimmerhorn en profite pour lui tirer une balle dans le dos. Plus tard, Mercy retrouve Skimmerhorn seul car discrédité par son geste. Il lui propose un duel au sabre. Mercy prend l'avantage mais Levi l'empêche de le tuer. Destitué, Skimmerhorn à la demande de son fils John, quitte Colorado. Mercy retrouve Aigle Noir et lui annonce un convoi de vivres et d'armes. Mercy et Aigle Noir signent un traité de paix. La guerre de Sécession est terminée et Lincoln est mort assassiné. Hans fait venir sa famille. 1868, Levi a remis en état son comptoir. Il s'agit d'une petite ville. Oliver Seccmbe revient à Colorado. Il veut faire l'élevage des bêtes. Levi lui propose de prendre John Skimmerhorn pour l'aider à ramener les bœufs.
6/ Les Longues Cornes (The Longhorns)
1868, Oliver Secombe est de retour dans les plaines du Colorado. Il veut transformer les vastes terres en ranch et élever une race de bétail vivant en plein air, les « longues cornes ». Il lui faut amener du Texas les bêtes et trouver les hommes pour l'épauler, John Skimmerhorn est chargé de cette dangereuse mission. Le fils du militaire exilé engage un spécialiste, R.J. Poteet et un cuisinier mexicain, Nacho Gomez. Les autres hommes sont recrutés et les bêtes marquées. Le périple peut commencer.
La route débute par le désert pour éviter les Indiens et les bandits. La traversée des terres arides est difficile. Le groupe doit affronter des Indiens. Le jeune Jim, fils d'un ami de Poteet, tue le chef Comanche aussi les guerriers stoppent leur offensive. Après le désert, des voleurs de bétail les attaquent. Les cow-boys les repoussent mais l'un d'eux, Lasater est tué. Le troupeau arrive à Colorado après une traversée de 4 mois. Seccombe les rejoint. Il est content du travail de Skimmerhorn à qui il demande de s'occuper du ranch. John accepte et souhaite engager Jim Lloyd. Poteet a accompli son travail et déclare à Jim être fier de lui.
7/ Les Bergers (The Shepherds)
1876, le Colorado fait maintenant partie des États-Unis en devenant le 38e État. Le village fondé par Levi Zendt porte le nom de Centennial. Un ranch appartenant à Secombe est régi par Skimmerhorn secondé par Jim Lloyd. Les fermiers dont Hans Brumbaugh s'opposent aux éleveurs menés par Seccombe. Chaque camp a besoin d'eau. Hans montre à Levi Aigle Noir et les derniers de sa tribu contraints de quitter leur terre. Un soir, Skimmerhorn et Lloyd se rendent à la ferme de Hans pour lui dire qu'ils ne veulent pas de guerre. Mais tous doivent affronter un incendie criminel provoqué par deux frères criminels, les Pettis. Seccombe épouse Charlotte Buckland, la fille d'un actionnaire anglais. Hans engage une famille japonaise pour l'aider dans sa ferme. Un éleveur fait revenir des moutons. 
Un troupeau de moutons gardé par Messmore Garrett arrive à Centenial. Levi accepte de lui vendre des terres. Levi reçoit la visite de son neveu Christian venu étudier les Indiens. Les deux frères Pettis passent à l'action et blessent mortellement Laura, la fiancée de Boeuf qui travaille pour Garrett. Boeuf aidé de Nat veulent riposter mais ils sont tués par les deux frères. Messmore Garrett demande à Jim Lloyd de l'aider à venger Boeuf et Nat qui étaient avec eux dans l'équipe de Poteet pour amener le bétail au Colorado. Hans se joint à eux et ensemble, il piègent les deux frères qui sont tués.
Le shérif Axel Dumire soupçonne Jim Lloyd et Hans sans pouvoir prouver leur implication dans la mort des deux frères en l'absence de témoins. Levi accompagne son neveu Christian chez lui à Lancaster pour revoir sa famille qui l'avait rejeté.
8/La Tempête (The Storm) 
À Centennial, les éleveurs de moutons, de bétail et les fermiers ont enfin trouvé un terrain d'entente. Le calme semble régner sur les prairies. Le shérif Axel Dumire surveille tout ce monde. Un comptable, Finlay Perkinn mandaté par les actionnaires, est chargé de contrôler l'entreprise dirigée par Oliver Seccombe, Levi retrouve sa famille. Un cirque s'installe à Centennial. John Skimmerhorn et Jim Llyod retrouvent certains des cow-boys dont Canby et Latcho ayant participé au périple mené par Poteet. L'incendie d'une tente provoque la mort de Canby.
Le comptable Perkin veut faire compter les bêtes car il manque selon lui de nombreuses têtes. Or, Seccombe avoue à sa femme Charlotte avoir commis quelques irrégularités comptables. Son épouse lui assure de son soutien.
Levi revient à Centennial. Il apprend que sa fille Clemma est revenue mais que son fils Martin souhaite voler de ses propres ailes. Perkin réclame la démission de Seccombe accusé de fraude. Jim est heureux de retrouver Clemma dont il est amoureux mais celle-ci le rejette. Elle accepte mal la vie vécue à Saint Louis et le soir de la tempête de neige, elle quitte Centennial par le train. Son père court après le train mais il tombe et se tue. 
Un couple d'acteurs, les Wendell, et leur jeune fils Philip, arrive à Centennial. Couvert de dettes et peu honnête, le couple est accueilli par le pasteur Holly. Les Wendell décide de manipuler le religieux pour obtenir de l'argent gagné ainsi facilement. L'enterrement de Levi, fondateur de Centennial, est célébré.
9/ Le Crime (The Crime)
Après la vague de froid tombée sur Centennial, Oliver Secombe, accusé d'avoir falsifié les comptes du ranch, en profite pour démissionner. 
Pendant ce temps, le couple Wendell pratique une escroquerie qui s'appelle le "jeu du blaireau". Leur victime est le révérend Holly. Maude Wendell séduit le religieux alors que son époux, Mervin s'arrange pour les surprendre et contraindre Holly à leur remettre sa maison pour éviter un scandale.
Oliver Secombe transfère les opérations du ranch à Skimmerhorn qui choisit Lloyd comme intendant. Puis il se suicide en se tirant une balle, préférant la mort à l'exil. Charlotte Secombe, maintenant veuve, se rend brièvement à Londres. Elle hérite d'une participation majoritaire dans le ranch de son oncle, Lord Venneford, puis décide de revenir à Centennial. 
Pendant ce temps, le shérif Dumire se méfie de plus en plus des Wendell, tandis que leur fils, Philip porte une admiration pour l'homme de loi. Le révérend Holly parti après sa mésaventure avec Maude, revient en ville à la demande du shérif qui soupçonne de plus en plus d'escroquerie, le couple Wendell. Le religieux raconte au shérif le piège tendu par le couple. Pour lui, le fils est forcément leur complice.
Charlotte Secombe revenue au ranch tombe sous le charme de Jim Lloyd. Le couple Wendell tente à nouveau la ruse du mari trompé sur un homme d'affaires, Sorenson sous les yeux de Philip. Mais l'homme d'affaires, qui n'est pas - c'est le cas de le dire- à la différence du révérend Holly, un enfant de chœur comprend rapidement cette manigance, dont il a maintes fois été témoin dans sa vie. Il menace de les dénoncer au shérif. Mais il est tué par Maude Wendell. Le couple panique mais Philip sait où cacher le corps, une grotte le long de la rive près de leur maison ; sans leur dire l'endroit  : "moins on en sait mieux ça vaut" répond-il à son père.  En fouillant les affaires du mort, ils trouvent 5 500 $ que Sorenson allait utiliser pour financer l'achat d'un terrain mais ils ne peuvent pas les dépenser immédiatement car cela exposerait leur culpabilité. 
Le shérif Dumire s'intéresse à l'absence de Sorensen et soupçonne naturellement les Wendell d'avoir assassiné l'homme d'affaires. Le shérif interroge Philip sur la disparition de Sorensen mais le garçon déclare ne rien savoir. Le shérif lui dit ne plus vouloir le voir.
Charlotte Secombe et Jim Lloyd finissent par s'embrasser. 
10/ Le Vent de la fortune (The Winds of Fortune)
Le nouveau siècle arrive. Le shérif Dumire se méfie toujours des Wendell et de leurs finances inexpliquées. Il enquête toujours sur la disparition de Sorensen et cherche des preuves incriminant les Wendell. Il souhaite voir Philip témoigner sur ce qu'il a vu. Jim Lloyd demande à Charlotte Seccombe de l'épouser ce qu'elle accepte.
Se faisant passer pour un ingénieur, Mervin Wendell trompe un homme d'affaires qui l'engage. Clemma Zendt revient en ville. Une bande de criminels, les Pettis arrive à Centennial pour venger les deux frères tués. Les criminels recherchent les trois hommes responsables de la mort des deux frères, à savoir Garrett, l'éleveur de moutons, Hans Brumbaugh et Llyod . Ce dernier et Garrett parviennent à se défendre et éliminent trois hors-la-loi. Le quatrième, Pierce s'enfuit. Le shérif et des volontaires le poursuivent. Le bandit s'apprête à tirer sur Dumire mais Philip, témoin de la scène prévient l'homme de loi. Celui élimine le dernier de la bande mais il est gravement blessé par balle. Avant de mourir, Dumire veut voir Philip pour connaître sa version sur les Wendell. Mais, il meurt avant d'entendre le garçon en larmes avouer le forfait de ses parents. Les Wendell sont désormais libres de toute enquête judiciaire. 
Deux Mexicains, Nacho Gomez et Tranquilino Marquez, fuient leur pays pour le Colorado. Gomez est mortellement blessé par un soldat. Il conseille à son ami de trouver Jim Lloyd et John Skimmerhorn qui l'aideront. À Centennial, Jim est troublé par le retour de Clemma. Charlotte les surprend en train de s'embrasser. Jim souhaite vivre avec Clemma mais Charlotte ne l'entend pas ainsi. 
Tranquilino arrive à Centennial et doit travailler chez Hans Brumbaugh qui possède une usine de transformation de betteraves sucrières, le sous-produit étant vendu comme aliment pour le bétail. 
Charlotte menace Clemma de faire une enquête sur elle aussi la jeune femme préfère quitter la ville. Lloyd et Charlotte se réconcilient et se marient. Brumbaugh est content du travail de Tranquilino et des autres ouvriers mexicains. John Skimmerhorn quitte le ranch pour faire des affaires avec Poteet mais Charlotte est derrière cela car elle voulait voit John partir afin que Jim prenne sa place de directeur dans le ranch..
11/ Le Vent de la mort (The Winds of Death)
En 1911, une nouvelle génération de pionniers débarque à Centennial. Mervin Wendell est devenu promoteur et a pu s'enrichir en vendant des terres arides à des colons naïfs qui pensent acheter des terrains fertiles. Parmi eux se trouvent les jeunes Earl et Alice Grebe. Lloyd et Brumbaugh maintenant âgés tentent de prévenir ces colons des risques, en vain. Grebe et d'autres s'installent sur les terres arides et contractent une hypothèque avec Wendell. 
1914, Wendell poursuit ses magouilles en rachetant les terres à bas prix. Jim Llyod donne plus de responsabilités dans le ranch à Belley, le fils de Messmore Garrett, son ami éleveur de moutons maintenant décédé. Mervin Wendell succombe à la maladie. Jim s'entretient avec Hans très diminué après une attaque. Pourtant, Brumbaugh soumet l'idée de faire passer de l'eau par un tunnel sous la montagne. Mais peu après, Hans décède.
1933, Jim Llyod laisse le ranch à son gendre Beeley Garrett qui avait épousé la fille de Lloyd quelque temps plus tôt.
La tension monte entre les Mexicains et les Blancs. Tranquilino s'oppose à son fils Truinfador en révolte contre les Blancs alors que son père apprécie la vie au Colorado. 
Mai 1933, plusieurs fermiers font les frais du sens des affaires douteux de Philip Wendell qui a repris la société de son défunt père. Les Grebe prennent du retard dans leurs impôts et leurs hypothèques et Philip Wendell les menace de la saisie. Truinfador est arrêté par le shérif. Le Padre demande l'aide de Charlotte Llyod. Celle-ci intervient au procès de Truinfador, ce qui aide le jeune Mexicain. Jim s'oppose à un dénommé Pierce qui crée des races de taureaux plus petites pour les nouveaux espaces moins importants. Jim Llyod a une attaque et décède. Timmy, le fils des Grebe et ami de Paul Garrett, le petit fils de Charlotte, participe à un concours, attraper un veau. Des vents incessants et des tempêtes de poussière secouent la région.. Ruinée, Alice Grebe sombre dans la folie et tue ses deux filles. Le père tire sur son épouse et se suicide. Timmy qui a gagné le concours arrive trop tard avec l'argent pour sauver la ferme. Pendant tout ce temps, Charlotte Lloyd utilise sa richesse et son influence pour soutenir la communauté, notamment en protégeant les travailleurs hispaniques et leurs familles contre la discrimination. Elle déclare à son petit fils Paul que l'homme doit prendre soin de la terre comme le faisaient les Indiens.
12/ Le Cri de l’aigle (The Scream of Eagles) 150 minutes
L'épisode final déplace l'histoire au présent. En 1978, le professeur Lew Vernor arrive en ville pour faire des recherches sur l'histoire de Centennial et rencontre l'écrivain Sidney Enderman. Ils décident de collaborer pour écrire un article. Vernor a cependant du mal à s'imaginer Centennial comme le berceau de la civilisation des États-Unis et l'âme de l'Amérique. Sidney lui présente les lieux qui ont contribué à l'essor de la ville comme la boutique de Levi Zendt… 
En se promenant, Vernor rencontre Morgan Wendell, le fils de Philip lors d'une fouille pour un nouveau pont. Wendell fait retirer des os humains, ceux de Sorensen preuve du meurtre de celui-ci par la famille Wendell. Vernor se glisse dans le trou et trouve un os humain. Plus tard, Lew fait la connaissance de Paul Garrett (le narrateur et un descendant direct de nombreux personnages de la série). Garrett, l'actuel propriétaire de Venneford, s'intéresse à la préservation de la beauté naturelle du Colorado. Ses amis veulent le convaincre de se présenter contre Morgan, candidat au nouveau poste de commissaire aux ressources dans tout l'État du Colorado. Garrett évoque avec Lew la mémoire de ceux qui ont fait Centennial. Morgan fait surveiller Lew car il craint que celui-ci ne s'intéresse à l'origine de la fortune de son grand-père.
Lew poursuit son enquête. Il s'entretient avec Sidney qui évoque le meurtre de Sorenson par les Wendell qui ont fait fortune avec l'argent de la victime. Lew parle à Sidney de l'os trouvé dans le trou. Celle-ci pense que le shérif de l'époque, Dumire avait raison sur la culpabilité du couple Wendell. Lew remarque que des hommes à la solde de Morgan les surveillent. Paul Garrett décide de se présenter contre Morgan. Un procès a lieu, celui de Floyd Calendar qui organise des chasses à l'aigle en hélicoptère. Garrett est témoin à charge contre l'accusé. Morgan veut utiliser ce procès pour que les électeurs chasseurs se détournent de son adversaire. Il souhaite ternir la réputation de Garrett auprès des personnes opposées à ses vues écologistes et à ses relations avec les Hispaniques.
Calendar n'est pas condamné pour le massacre d'aigles, ce qui désole Garrett. La bataille électorale fait rage à Centennial entre Morgan Wendell et Paul Garrett dans la course au titre de délégué aux ressources pour le Colorado.
Garrett veut épouser une Mexicaine, Flor, ce qui peut lui faire perdre des voix. Morgan, lui, cherche à créer de nouvelles industries qui risquent à terme de poser des problèmes d'eau et assécher la rivière. Sidney a les informations sur l'os trouvé qui remonte bien à l'époque de la disparition de Sorensen. Morgan demande à Garrett de convaincre Lew et Sidney de ne pas évoquer la vieille histoire de meurtre. Paul accepte.
Dans un débat télévisé, les candidats s'affrontent et argumentent sur leur vision de l'avenir. Garrett veut un retour aux sources et à l'équilibre des ressources. Le résultat s'annonce serré mais Paul a toutes ses chances de gagner grâce à son discours basé sur le respect du passé et de ceux qui ont fait Centennial.

## DVD
- France :

La série est sortie sur le support DVD.
- Colorado : L'intégrale (Coffret 6 DVD-9) sorti le 22 avril 2008 édité et distribué par Universal Pictures France. Le ratio est en 1.33:1 plein écran 4:3. L'audio est en Français 2.0 Mono Dolby Digital. Pas de sous-titres et de suppléments. Le premier épisode d'une durée de 150 minutes a été remastérisé mais les copies des onze épisodes suivants n'ont pas été restaurées et conservent le générique français diffusé sur Antenne 2. Il s'agit d'une édition Zone 2 Pal.